# Нойбауэр, Луиза

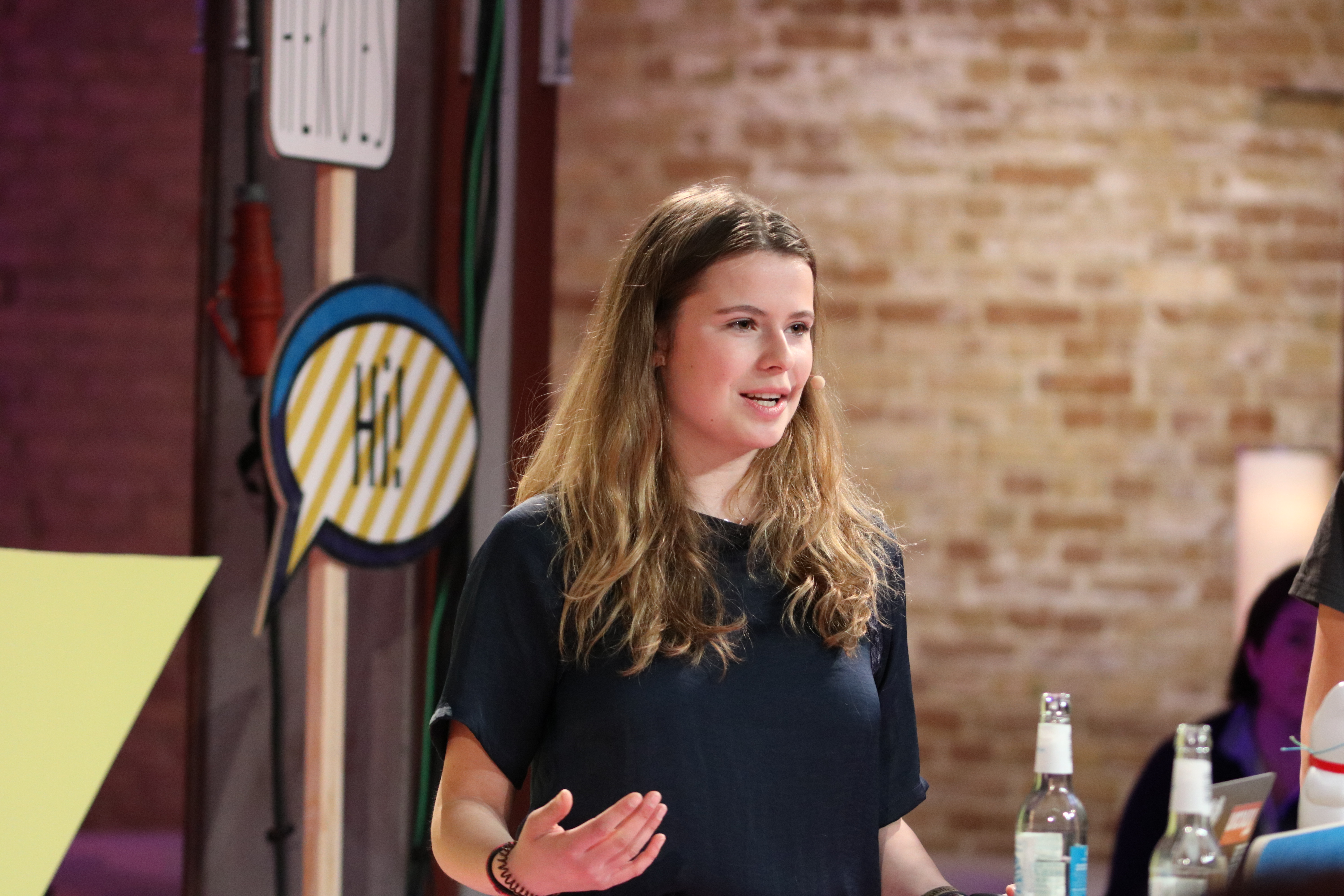
Луи́за Нойба́уэр

Луи́за-Мари́я Нойба́уэр (нем. Luisa-Marie Neubauer, род. 21 апреля 1996, Гамбург, Германия) — немецкая климатическая активистка, являющаяся одним из главных организаторов школьных забастовок за климат «Пятницы ради будущего» в Германии, вдохновлённых Гретой Тунберг. Она выступает за поэтапный отказ от угля к 2030 году в Германии и за проведение климатической политики в соответствии с Парижским соглашением. Она также поддерживает концепцию «антироста». Нойбауэр является членом партии Союз 90/Зелёные и участвует в различных организациях, в которых она, среди прочего, выступает за справедливость в отношении людей разных поколений и против глобальной бедности.

## Биография
Нойбауэр выросла в районе Изербрук, в Гамбурге в семье с четырьмя детьми. Она — младший ребёнок. Её мать — медсестра. Её бабушка, которую она считает своим образцом для подражания, была вовлечена в 1980-х годах в движение против ядерной энергетики. Она привлекла внимание внучки к проблеме изменения климата, а также отдала ей свою долю в кооперативе taz. Двое из трех старших братьев и сестер Нойбауэр живут в Лондоне. Её двоюродная сестра Карла Реемтсма также является одной из ведущих фигур организации «Пятница ради будущего» в Германии.
Нойбауэр с юности была социально активна, первоначально в основном в церкви. В 2014 году она закончила гимназию Марион-Дёнхофф в Гамбурге. В следующем году она работала на проекте по помощи в развитии в Танзании, а также на органической ферме в Англии. В зимнем семестре 2015/2016 она начала изучать географию в университете Георга-Августа в Геттингене. Она училась по обмену в течение одного семестра в Университетском колледже Лондона и получала стипендию Германии, а также стипендию Фонда Генриха Бёлля, который близок к Зелёным. В летнем семестре 2020 года она закончила учёбу, получив степень бакалавра наук.

## Ранний активизм
Нойбауэр с 2016 года является молодёжным послом неправительственной организации ONE. Кроме того, она уже участвовала в работе Фонда за права будущих поколений, международной организации по защите климата 350.org, фонда «За правильный образ жизни», в кампании за освобождение от ископаемых и в проекте «Голод». В рамках кампании Divest! Выводи свои деньги! она заставила Геттингенский университет прекратить инвестировать в отрасли, которые зарабатывают на угле, нефти или газе.

## Пятницы ради будущего
В начале 2019 года Нойбауэр стала известна как одна из ведущих активистов движения «Пятницы ради будущего». Многие СМИ называют её «лицом движения в Германии». Нойбауэр отвергает сравнение себя и других организаторов забастовки с Гретой Тунберг, говоря: «Мы создаем массовое движение и используем методы мобилизации и привлечения внимания, нацеленные далеко вперед. То, что делает Грета, невероятно вдохновляет, но на самом деле относительно далеко от этого.»
Нойбауэр не рассматривает забастовки как средство прямого воздействия на политику. Гораздо более важной является работа, стоящая за забастовками: «То, что мы делаем, предполагает невероятную устойчивость. Мы создаем структуры и превращаем мероприятия в образовательный опыт. А также мы ведем дебаты, основываясь на принципах защиты климата».
13 января 2020 года было объявлено, что Нойбауэр отклонила предложение Джо Кэзера войти в совет директоров Siemens Energy. В своем заявлении Нойбауэр заявила, что «если бы я занялась этим, я была бы обязана представлять интересы компании и больше не смогла бы быть независимым критиком Siemens», — пояснила она. «Это несовместимо с моей ролью климатического активиста».
Накануне компания Siemens объявила о сохранении контракта с Adani, индийской международной производственной компанией, на обеспечение железнодорожной инфраструктуры угольной шахты Кармайкл в Австралии. Нойбауэр дала комментарий по этому поводу информационному агентству DPA: «Мы попросили Кэзера сделать все возможное, чтобы остановить рудник Adani. Вместо этого он теперь получит прибыль от этого катастрофического проекта». Она добавила, что это решение является «совсем прошлым веком», и что Кэзер совершает «непростительную ошибку».

## Критика
Нойбауэр получила негативную оценку от прессы из-за её прошлых полетов в страны по всему миру; она ответила, что любая критика её личного потребления отвлекает от более крупных структурных и политических проблем.
Александр Штрасснер, профессор политологии в Университете Регенсбурга, обвинил её в использовании термина «старые белые люди» как синонима для дискредитации людей с отличными мнениями.